# Amongst the Catacombs of Nephren-Ka
Amongst The Catacombs Of Nephren-Ka – pierwszy album studyjny amerykańskiej grupy deathmetalowej Nile. Wydawnictwo ukazało się 28 kwietnia 1998 roku nakładem wytwórni muzycznej Relapse Records. Nagrania zostały zarejestrowane w studio The Sound Lab w Karolinie Południowej w 1998 roku. 

## Lista utworów
Opracowano na podstawie materiału źródłowego.
1. „Smashing the Antiu” – 2:18
2. „Barra Edinazzu” – 2:47
3. „Kudurru Maqlu” – 1:05
4. „Serpent Headed Mask” – 2:18
5. „Ramses Bringer of War” – 4:45
6. „Stones of Sorrow” – 4:17
7. „Die Rache Krieg Lied der Assyriche” – 3:13
8. „The Howling of the Jinn” – 2:34
9. „Pestilence and Iniquity” – 1:54
10. „Opening of the Mouth” – 3:39
11. „Beneath Eternal Oceans of Sand” – 4:17

## Twórcy
Opracowano na podstawie materiału źródłowego.
| - Karl Sanders – wokal, gitara, produkcja muzyczna - Chief Spires – wokal, gitara basowa - Pete Hammoura – wokal, bębny, perkusja - Gyuto Drukpa – aranżacja chórów - Dribu Dungkar – bębny, flety |  | - Matthew F. Jacobson – producent wykonawczy - Bob Moore – inżynieria dźwięku, produkcja muzyczna - Adam Peterson – okładka, oprawa graficzna - William J. Jr. Yurkiewicz – producent wykonawczy |